# Fame (Grace Jones-album)
A Fame Grace Jones amerikai énekesnő 1978-ban megjelent második nagylemeze. Műfaja: disco, kiadója az Island Records.  A felvételek és a keverés a philadelphiai Sigma Sound Studiosban készültek. A borítón Grace ajánlása is megtalálható: „Dedicated with love to a true Artist, Jean-Paul Goude – GRACE”. A Fame hasonló felépítésű LP, mint az énekesnő előző nagylemeze, a Portfolio: az „A” oldalon egy 3 számból álló folyamatos egyveleg hallható, a 4 számból álló „B” oldalt pedig szintén egy francia sanzon indítja. Az Autumn Leaves (Les Feuilles Mortes)  szerzője a magyar Kozma József (Joseph Kosma). A dalt Édith Piaf is elénekelte, de Yves Montand változata lett a legismertebb. Grace feldolgozása közel sem lett olyan sikeres, mint 1 évvel korábban a La Vie en Rose diszkóverziója. A Fame nagy siker volt az Egyesült Államokban: az album bekerült a dance toplista első 10 helyezettje közé, a Do or Die és a Fame című kislemezek pedig ugyanezen a slágerlistán a 3. helyig jutottak. Az album később Németországban és Ausztráliában korlátozott példányszámban jelent meg CD-n.

## A dalok

### „A” oldal
1. Do or Die (Jack Robinson – James Bolden) – 6:47
2. Pride (Jack Robinson – James Bolden) – 6:23
3. Fame (Jack Robinson – Gil Slavin) – 5:37

### „B” oldal
1. Autumn Leaves (Les Feuilles Mortes) (Jacques Prevert – Johnny Mercer – Kozma József) – 7:02
2. All on a Summers Night (Jack Robinson – James Bolden) – 4:17
3. Am I Ever Gonna Fall in Love in New York City (Jack Robinson – Vivienne Savoie Robinson – James Bolden) – 5:28
4. Below the Belt (La Vieille Fille) (Grace Jones – Pierre Papadiamondis) – 4:43

A kanadai kiadás tartalmazza a Comme un oiseau qui s'envole című szerzeményt is. Az olasz kiadáson a „B” oldal utolsó felvétele a Below the Belt helyett az Anema e core (Tito Manlio – Salve D’Esposito) című szám. Időtartama: 3:58.

## Közreműködők
- Grace Jones (ének)
- Sweethearts of Sigma (háttérvokál)
- Barbara Ingrim (háttérvokál)
- Carla Benson (háttérvokál)
- Yvette Benton (háttérvokál)
- Keith Benson (dobok)
- Jimmy Williams (basszusgitár)
- Larry Washington (konga és ütős hangszerek)
- Moto (tamburin)
- John Davis (billentyűs hangszerek)
- Piggy Pigerino (hegedűszóló, B1)
- Tom Moulton (producer, Beam Junction Productions)
- John Davis (hangmérnök)
- Don Renaldo (vonósok és fúvósok)
- Arthur Stoppe (felvételvezető, keverés)
- Darrell Rogers (asszisztens: felvételvezető, keverés)
- José Rodriguez (maszterelés)
- Richard Bernstein (design, illusztráció)
- Francis Ing (fotós)
- Sonia Moskewitz (fotós)
- Neil Terk (művészeti vezető)

## Különböző kiadások

### LP
- 1978 Island Records (ILPS 9525, Egyesült Államok)
- 1978 Island Records (204 162-320, NSZK)
- 1978 Island Records (26 214 XOT, NSZK)
- 1978 Island Records (26 214 XOT, Hollandia)
- 1978 Island Records (ILPS 9525, Anglia)
- 1978 Island Records (ILPS 9525, Svédország)
- 1978 Island Records (ILPS 9525, Kanada)
- 1978 Island Records (ILPS 19525, Olaszország)
- 1978 Dischi Ricordi S. p. A. (ILPS 19525, Olaszország)

### CD
- 1993 Spectrum Music (550 132-2, Németország)

## Kimásolt kislemezek

### Kislemezek
- 1978 Autumn Leaves / Anema e core (Island Records, WIP 26471, Olaszország)
- 1978 Autumn Leaves (Part 1) / Autumn Leaves (Part 2) (Island Records, 6172 542, Franciaország)
- 1978 Do or Die / Comme un oiseau qui s'envole (Island Records, 15 728 AT, NSZK)
- 1978 Do or Die / Comme un oiseau qui s'envole (Island Records, 15.728, Spanyolország)
- 1978 Do or Die / Comme un oiseau qui s'envole (Island Records, 15 728, Hollandia)
- 1978 Do or Die / Comme un oiseau qui s'envole (Island Records, WIP 6450, Anglia)
- 1978 Do or Die / Comme un oiseau qui s'envole (Island Records, WIP 26450, Olaszország)
- 1978 Do or Die / Comme un oiseau qui s'envole (Island Records, WIP 6450, Svédország)

### Maxik
- 1978 Do or Die / Comme un oiseau qui s'envole (Island Records, IS 1008, Egyesült Államok)
- 1978 Do or Die / Comme un oiseau qui s'envole (Island Records, IS 1008, Kanada)
- 1978 Do or Die / Comme un oiseau qui s'envole (Island Records, 12WIP 6450, Anglia)
- 1978 Do or Die / Comme un oiseau qui s'envole (Island Records, 9199 811, Franciaország)
- 1978 Fame / Am I Ever Gonna Fall in Love in New York City (PRO-A-763, Egyesült Államok, promóciós lemez)

## Az album slágerlistás helyezései
- Svédország: 1978. július 14-étől 3 hétig. Legmagasabb pozíció: 22. hely

## Külső hivatkozások
- Dalszöveg: Do or Die
- Dalszöveg: Pride
- Dalszöveg: Fame
- Dalszöveg: Autumn Leaves
- Dalszöveg: All on a Summers Night
- Dalszöveg: Am I Ever Gonna Fall in Love in New York City
- Dalszöveg: Below the Belt
- Videó: Do or Die
- Videó: Do or Die (másik klip)
- Videó: Fame (Amanda Lear bevezetőjével)
- Videó: Below the Belt
- Zene: Autumn Leaves
- Zene: Am I Ever Gonna Fall in Love in New York City